# Harvey Phillips
Harvey Gene Phillips, Sr. (2 de diciembre de 1929 - 20 de octubre de 2010) fue un tubista estadounidense. Se desempeñó como profesor distinguido de la Escuela de Música Jacobs de la Universidad de Indiana, Bloomington (de 1971 a 1994) y fue un defensor dedicado de la tuba, llegando a ser conocido popularmente como Mr. Tuba.

## Biografía
Nacido en Aurora, Missouri, Phillips fue un músico profesional independiente en la ciudad de Nueva York de 1950 a 1971, y consiguió su primer puesto profesional con la Ringling Bros. and Barnum & Bailey Circus Band cuando era adolescente. En 1960, cofundó The All-Star Concert Band con el cornetista solista estadounidense James F. Burke. La banda grabó tres álbumes y estaba compuesta prácticamente por todos los mejores solistas y músicos de primera silla del país. Se desempeñó como director de personal para Sinfonía del Aire, Leopold Stokowski, Igor Stravinsky y Gunther Schuller. Fue una figura clave en la formación de la International Tuba Euphonium Association (anteriormente TUBA) y el fundador y presidente de la Harvey Phillips Foundation, Inc., que administra Octubafest, Tubachristmas, Tubasantas, Tubacompany y Tubajazz.
En 2007, Phillips fue incluido en el Salón de la Fama de la Música Clásica Estadounidense, siendo el único intérprete de instrumentos de viento en recibir este prestigioso honor. Otros incluidos ese año fueron Yo-Yo Ma, Donald Martino y la Orquesta de Cleveland.
Murió de Parkinson en Bloomington, a los 80 años.

## Premios
- Principal Tuba, Circus Hall of Fame Band
- Honorary Doctor of Music New England Conservatory (1971)
- Harvey Phillips Day has been celebrated by the New England conservatory (1971) and by his home town Bi-Centennial Celebration, Marionville, Missouri (1976)
- Kappa Kappa Psi Distinguished Service to Music Medal (1979)
- Governor of Missouri declared a Harvey Phillips Weekend (1985)
- Honorary Doctor of Humanities University of Missouri (1987)
- Association of Concert Bands "first" Mentor Ideal Award (1994)
- Sousa Foundation Sudler Medal of the Order of Merit award (1995)
- National Band Association Academy of Wind and Percussion Arts Award (1995)
- United Musical Instruments Lifetime Achievement Award (1996)
- American Bandmasters Association Edwin Franco Goldman Award (1996)
- Rafael Mendez Brass Institute Lifetime Achievement Award (1997)
- Colonial Euphonium-Tuba Institute Development of Musical Artistry & Opportunities Award (1997)
- Phi Mu Alpha Orpheus Award (1997)
- Inducted into the Classical Music Hall of Fame (2007)
- Indiana University President's Award for Excellence (2008)
- Inducted into the Windjammers Unlimited, Inc. Hall of Fame (2010)

## Discografía
Con Kenny Burrell
- Blues - The Common Ground (Verve, 1968)

Con la Orquesta de Gil Evans
- New Bottle Old Wine (World Pacific, 1958)
- Into the Hot (Impulse!, 1961)

Con Curtis Fuller
- Cabin in the Sky (Impulse!, 1962)

Con Dizzy Gillespie
- Perceptions (Verve, 1961)

Con John Lewis
- Odds Against Tomorrow (Soundtrack) (United Artists, 1959)
- The Golden Striker (Atlantic, 1960)

Con Wes Montgomery
- Movin' Wes (Verve, 1962)

Con Gus Vali & His Orchestra
- A Greek in Dixieland (United Artists, 1958)

Con Matteson-Phillips Tubajazz Consort
- The Matteson-Phillips Tubajazz Consort (Mark Records, 1977)
- Superhorn (Mark Records, 1998)